# Martinikaans voetbalelftal (mannen)
Het Martinikaans voetbalelftal is een team van voetballers dat Martinique vertegenwoordigt bij internationale wedstrijden, zoals de door de Caraïbische Voetbalunie (CFU) georganiseerde Caribbean Cup en de CONCACAF Gold Cup. Martinique is aangesloten bij de CFU en de CONCACAF. Omdat het een departement van Frankrijk is, is het niet aangesloten bij de FIFA.

## Deelnames aan internationale toernooien
Martinique is geen FIFA lid en doet daarom niet mee aan het WK-voetbal. Wel participeert het regionale landentoernooien. De Caribbean Cup geldt als kwalificatietoernooi voor de Gold Cup. Het beste resultaat was in 1993 toen Martinique eerste werd. Zowel in de halve finale als de finale werd er na strafschoppen gewonnen. In de halve finale van Saint Kitts en Nevis (4–3) de finale van Jamaica (6–5). Een jaar later werd weer de finaleplek bereikt. Op 17 april 1994 speelde het tegen Trinidad en Tobago maar verloor met 2–7. Thierry Fondelot en Jean-Hubert Sophie maakten de doelpunten voor Martinique. In 2010 en 2017 werd het toernooi in Martinique gespeeld. 

### Gold Cup
| CONCACAF Gold Cup overzicht | CONCACAF Gold Cup overzicht  | CONCACAF Gold Cup overzicht  | CONCACAF Gold Cup overzicht  | CONCACAF Gold Cup overzicht  | CONCACAF Gold Cup overzicht  | CONCACAF Gold Cup overzicht  | CONCACAF Gold Cup overzicht  | CONCACAF Gold Cup overzicht |
| Jaar                        | Ronde                        | Wed.                         | W                            | G                            | V                            | DV                           | DT                           | Kwal                        |
| --------------------------- | ---------------------------- | ---------------------------- | ---------------------------- | ---------------------------- | ---------------------------- | ---------------------------- | ---------------------------- | --------------------------- |
| 1991                        | Niet gekwalificeerd          | Niet gekwalificeerd          | Niet gekwalificeerd          | Niet gekwalificeerd          | Niet gekwalificeerd          | Niet gekwalificeerd          | Niet gekwalificeerd          | Niet gekwalificeerd         |
| 1993                        | Groepsfase                   | 3                            | 0                            | 1                            | 2                            | 3                            | 14                           | (kwal.)                     |
| 1996                        | Niet gekwalificeerd          | Niet gekwalificeerd          | Niet gekwalificeerd          | Niet gekwalificeerd          | Niet gekwalificeerd          | Niet gekwalificeerd          | Niet gekwalificeerd          | Niet gekwalificeerd         |
| 1998                        | Niet gekwalificeerd          | Niet gekwalificeerd          | Niet gekwalificeerd          | Niet gekwalificeerd          | Niet gekwalificeerd          | Niet gekwalificeerd          | Niet gekwalificeerd          | Niet gekwalificeerd         |
| 2000                        | Niet gekwalificeerd          | Niet gekwalificeerd          | Niet gekwalificeerd          | Niet gekwalificeerd          | Niet gekwalificeerd          | Niet gekwalificeerd          | Niet gekwalificeerd          | Niet gekwalificeerd         |
| 2002                        | Kwartfinale                  | 3                            | 1                            | 1                            | 1                            | 2                            | 3                            | (kwal.)                     |
| 2003                        | Groepsfase                   | 2                            | 0                            | 0                            | 2                            | 0                            | 3                            | (kwal.)                     |
| 2005                        | Niet gekwalificeerd          | Niet gekwalificeerd          | Niet gekwalificeerd          | Niet gekwalificeerd          | Niet gekwalificeerd          | Niet gekwalificeerd          | Niet gekwalificeerd          | Niet gekwalificeerd         |
| 2007                        | Niet gekwalificeerd          | Niet gekwalificeerd          | Niet gekwalificeerd          | Niet gekwalificeerd          | Niet gekwalificeerd          | Niet gekwalificeerd          | Niet gekwalificeerd          | Niet gekwalificeerd         |
| 2009                        | Niet gekwalificeerd          | Niet gekwalificeerd          | Niet gekwalificeerd          | Niet gekwalificeerd          | Niet gekwalificeerd          | Niet gekwalificeerd          | Niet gekwalificeerd          | Niet gekwalificeerd         |
| 2011                        | Niet gekwalificeerd          | Niet gekwalificeerd          | Niet gekwalificeerd          | Niet gekwalificeerd          | Niet gekwalificeerd          | Niet gekwalificeerd          | Niet gekwalificeerd          | Niet gekwalificeerd         |
| 2013                        | Groepsfase                   | 3                            | 1                            | 0                            | 2                            | 2                            | 4                            | (kwal.)                     |
| 2015                        | Niet gekwalificeerd          | Niet gekwalificeerd          | Niet gekwalificeerd          | Niet gekwalificeerd          | Niet gekwalificeerd          | Niet gekwalificeerd          | Niet gekwalificeerd          | Niet gekwalificeerd         |
| 2017                        | Groepsfase                   | 3                            | 1                            | 0                            | 2                            | 4                            | 6                            | (kwal.)                     |
| 2019                        | Groepsfase                   | 3                            | 1                            | 0                            | 2                            | 5                            | 7                            | (kwal.)                     |
| 2021                        | Groepsfase                   | 3                            | 0                            | 0                            | 3                            | 3                            | 12                           | (Kwal.)                     |
| 2023                        | Kwalificatie 12–20 juni 2023 | Kwalificatie 12–20 juni 2023 | Kwalificatie 12–20 juni 2023 | Kwalificatie 12–20 juni 2023 | Kwalificatie 12–20 juni 2023 | Kwalificatie 12–20 juni 2023 | Kwalificatie 12–20 juni 2023 | (Kwal.)                     |

### Caribbean Cup
| Caribbean Cup overzicht | Caribbean Cup overzicht | Caribbean Cup overzicht | Caribbean Cup overzicht | Caribbean Cup overzicht | Caribbean Cup overzicht | Caribbean Cup overzicht | Caribbean Cup overzicht | Caribbean Cup overzicht |
| Jaar                    | Ronde                   | Wed.                    | W                       | G                       | V                       | DV                      | DT                      | Kwal                    |
| ----------------------- | ----------------------- | ----------------------- | ----------------------- | ----------------------- | ----------------------- | ----------------------- | ----------------------- | ----------------------- |
| 1989                    | Niet gekwalificeerd     | Niet gekwalificeerd     | Niet gekwalificeerd     | Niet gekwalificeerd     | Niet gekwalificeerd     | Niet gekwalificeerd     | Niet gekwalificeerd     | Niet gekwalificeerd     |
| 1990                    | Afgelast                | 2                       | 1                       | 1                       | 0                       | 4                       | 2                       | (Kwal.)                 |
| 1991                    | Groepsfase              | 3                       | 1                       | 1                       | 1                       | 4                       | 2                       | (Kwal.)                 |
| 1992                    | Derde                   | 5                       | 2                       | 1                       | 2                       | 10                      | 6                       | (Kwal.)                 |
| 1993                    | Winnaar                 | 5                       | 3                       | 2                       | 0                       | 8                       | 3                       | (Kwal.)                 |
| 1994                    | Tweede                  | 5                       | 3                       | 1                       | 1                       | 12                      | 10                      |                         |
| 1995                    | Niet gekwalificeerd     | Niet gekwalificeerd     | Niet gekwalificeerd     | Niet gekwalificeerd     | Niet gekwalificeerd     | Niet gekwalificeerd     | Niet gekwalificeerd     | Niet gekwalificeerd     |
| 1996                    | Derde                   | 5                       | 2                       | 1                       | 2                       | 6                       | 4                       | (Kwal.)                 |
| 1997                    | Groepsfase              | 2                       | 1                       | 0                       | 1                       | 2                       | 3                       | (Kwal.)                 |
| 1998                    | Groepsfase              | 3                       | 1                       | 0                       | 2                       | 7                       | 8                       | (Kwal.)                 |
| 1999                    | Niet gekwalificeerd     | Niet gekwalificeerd     | Niet gekwalificeerd     | Niet gekwalificeerd     | Niet gekwalificeerd     | Niet gekwalificeerd     | Niet gekwalificeerd     | Niet gekwalificeerd     |
| 2001                    | Derde                   | 5                       | 3                       | 0                       | 2                       | 6                       | 8                       | (Kwal.)                 |
| 2005                    | Niet gekwalificeerd     | Niet gekwalificeerd     | Niet gekwalificeerd     | Niet gekwalificeerd     | Niet gekwalificeerd     | Niet gekwalificeerd     | Niet gekwalificeerd     | Niet gekwalificeerd     |
| 2007                    | Groepsfase              | 3                       | 1                       | 0                       | 2                       | 4                       | 8                       | (Kwal.)                 |
| 2008                    | Niet gekwalificeerd     | Niet gekwalificeerd     | Niet gekwalificeerd     | Niet gekwalificeerd     | Niet gekwalificeerd     | Niet gekwalificeerd     | Niet gekwalificeerd     | Niet gekwalificeerd     |
| 2010                    | Groepsfase              | 3                       | 0                       | 1                       | 2                       | 1                       | 3                       |                         |
| 2012                    | Vierde                  | 5                       | 2                       | 2                       | 1                       | 5                       | 3                       | (Kwal.)                 |
| 2014                    | Groepsfase              | 3                       | 1                       | 1                       | 1                       | 3                       | 4                       | (Kwal.)                 |
| 2017                    | Vierde                  | 2                       | 0                       | 0                       | 2                       | 1                       | 3                       | (Kwal.)                 |

### CONCACAF Nations League
| 2019–20 | A | 4 | 0 | 3 | 1 | 4 | 5 | A |
| 2022–23 | A | 4 | 0 | 1 | 3 | 1 | 9 | A |
| 2023–24 | A | 4 | 2 | 1 | 1 | 2 | 3 | A |
| 2024–25 | A | 4 | 1 | 2 | 1 | 4 | 5 | A |

## Huidige selectie
De volgende spelers werden opgenomen in de selectie voor de CONCACAF Gold Cup 2017.
Interlands en doelpunten bijgewerkt tot en met de groepswedstrijd tegen  Panama (0–3) op 15 juli 2017.
| №           | Naam                  | Wed. | Dlpnt. | Club              |
| ----------- | --------------------- | ---- | ------ | ----------------- |
| Doel        |                       |      |        |                   |
| 1           | Emmanuel Vermignon    | 18   | 0      | Club Colonial     |
| 16          | Loïc Chauvet          | 9    | 0      | CS Case-Pilote    |
| 23          | Kévin Olimpa          | 16   | 0      | Clubloos          |
| Verdediging |                       |      |        |                   |
| 2           | Nicolas Zaïre         | 40   | 2      | Club Franciscain  |
| 3           | Antoine Jean-Baptiste | 14   | 2      | FC Villefranche   |
| 4           | Florian Narcissot     | 1    | 0      | Club Franciscain  |
| 5           | Karl Vitulin          | 37   | 2      | AS Samaritaine    |
| 8           | Jordy Delem           | 6    | 0      | Seattle Sounders  |
| 15          | Gérald Dondon         | 15   | 2      | Club Colonial     |
| 21          | Sébastien Crétinoir   | 50   | 2      | Golden Lion       |
| Middenveld  |                       |      |        |                   |
| 6           | Djénhael Maingé       | 18   | 3      | Club Franciscain  |
| 13          | Christophe Jougon     | 13   | 0      | Club Franciscain  |
| 14          | Yann Thimon           | 4    | 1      | Golden Lion       |
| 18          | Jean-Emmanuel Nédra   | 18   | 0      | Aiglon            |
| 19          | Daniel Hérelle        | 63   | 2      | Golden Lion       |
| 20          | Stéphane Abaul        | 41   | 7      | Club Franciscain  |
| Aanval      |                       |      |        |                   |
| 7           | Grégory Pastel        | 12   | 3      | RC Rivière-Pilote |
| 9           | Anthony Angély        | 19   | 2      | Poitiers FC       |
| 10          | Steeven Langil        | 9    | 5      | N.E.C.            |
| 11          | Johan Audel           | 5    | 2      | Clubloos          |
| 12          | Yoann Arquin          | 16   | 3      | ASC Le Geldar     |
| 17          | Kévin Parsemain       | 45   | 29     | Golden Lion       |
| 22          | Johnny Marajo         | 6    | 0      | Club Franciscain  |

1 CONCACAF-lid · 2 geassocieerd CAF-lid · 3 geassocieerd OFC-lid · 4 geassocieerd AFC-lid